# Puebla de Vallbona
Puebla de Vallbona (en valenciano y oficialmente la Pobla de Vallbona) es una localidad y un municipio de la Comunidad Valenciana, España. Está situado en la provincia de Valencia, en la comarca del Campo de Turia y la subcomarca de La Vallbona, a 22,6 km de Valencia. Contaba con una población censada de 25 625 habitantes en 2022 (INE). Pertenece a la segunda corona del área metropolitana de Valencia.

## Toponimia
El topónimo original, La Pobla de Vallbona hace referencia al contexto de su fundación: se trata de una pobla (en español ‘puebla’), es decir, un núcleo de población, asentado en la región de La Vallbona. Este último término significa literalmente en español ‘valle bueno’ y está probablemente relacionado con la fecundidad del paraje.[cita requerida] La etimología popular del término, sin fundamento histórico, consiste en que el Rey Jaime I habría afirmado al ver el valle: «Vall bona per a un poblament» (‘Valle bueno para una población’) o «Quina vall més bona» (‘Qué valle más bueno’).

## Geografía

### Municipios limítrofes
La superficie del término municipal tiene la forma del mismo de un rombo irregular y es regado por el río Turia por medio de las acequias del Alguacil, Campés, Primera, Mayor y la Nova, con los rolls del Chinet y Gallipont. La población se ubica al sur del término, principalmente sobre terrenos planos. Limita con Liria, Olocau, Serra, Bétera, San Antonio de Benagéber, La Eliana, Ribarroja del Turia, Benisanó y Benaguacil.
Localidades limítrofes
| Noroeste: Liria      | Norte: Olocau            | Noreste: Serra                               |
| Oeste: Benaguacil    |                          | Este: Bétera                                 |
| Suroeste: Benaguacil | Sur: Ribarroja del Turia | Sureste: San Antonio de Benagéber, La Eliana |

### Orografía
De norte a sur se distinguen tres unidades de relieve en el término de Puebla de Vallbona. Al norte está la cuenca del barranco del Carraixet que forma una amplia llanura cubierta de sedimentos cuaternarios (Pla dels Aljups) sobre la que sobresale ligerramente el cerro del Tos Pelat (225 m s. n. m.) en el límite municipal con Liria y Olocau. La banda central está conformada por pequeñas lomas que se extienden desde el Pla dels Aljups hasta la Casa Blanca y el barrio de las Ventas, con alturas que apenas rebasan los 130 m s. n. m. Al sur está constutuido por una llanura surcada de acequias que dan riego a la antigua huerta, en cuyo extremo sur sobresale ligeramente la colina del Gallipont, que marca el límite con Ribarroja del Turia.

## Historia

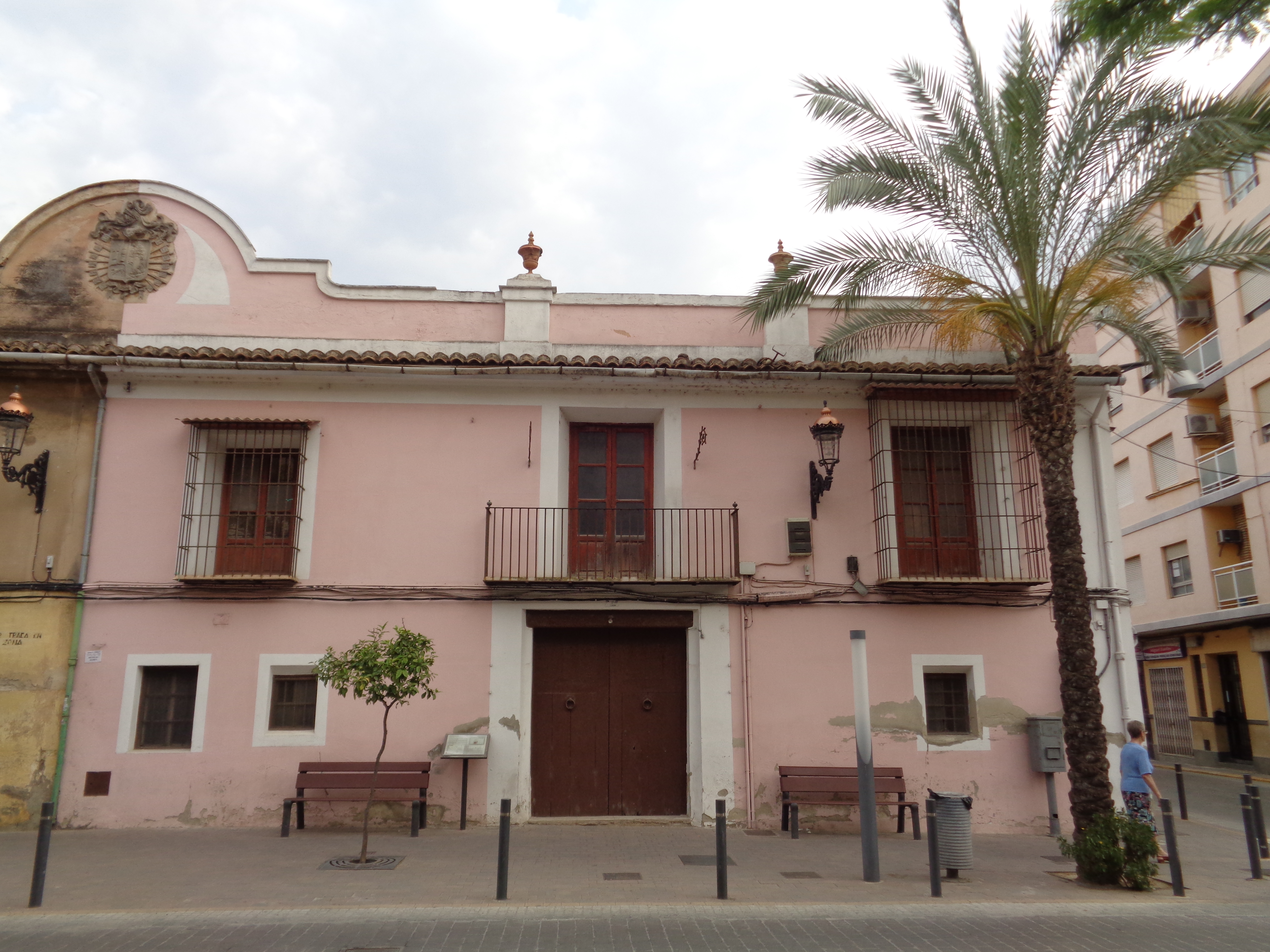
Casa Bernal. Casón histórico ubicado en un solar ocupado desde época romana.

Puebla de Vallbona se fundó poco después de la conquista cristiana (siglo XIII) en terrenos del término de la villa musulmana de Benaguacil. Se pobló íntegramente de cristianos para contrarrestar la mayoría musulmana de su entorno (Ribarroja del Turia, Villamarchante y Benaguacil). En el Diccionario de Madoz (1845-1850) aparece la siguiente descripción de Puebla de Vallbona y su término:

PUEBLA DE VALLBONA: villa con ayuntamiento de la provincia [...] de Valencia (3 leguas) [...]. Situada en terreno llano al O de aquella ciudad, le baten con más frecuencia los vientos del E. [...] Tiene 500 casas, inclusas las de los barrios de las Ventas y Eliana; las del ayuntamiento y cárcel, iglesia parroquial (San Jaime Apóstol) [...]; una ermita (San Sebastián), situada a 20 minutos al N de la villa y a 300 pasos de esta está el cementerio; los vecinos se surten de varios pozos públicos que hay en la población, de buena calidad. [...] El terreno es huerta de la mejor calidad, regado por el canal común a esta villa y la de Benaguacil, que toma las aguas del río Turia por medio de azud. Los caminos conducen a Paterna, Benaguacil, Bétera, Valencia y Liria, en regular estado. Produce trigo, cebada, maíz, alubias, seda y toda clase de frutas y legumbres, estando prohibidos los arrozares por perjudiciales a la salud pública; cría ganado lanar; hay caza de conejos, liebres y perdices, y pesca de barbos y anguilas. Industria: la agrícola y 2 molinos harineros [...] Población: 410 vecinos, 2102 almas.
Diccionario de Madoz

## Demografía
Puebla de Vallbona cuenta con una población de 27 056 habitantes (INE 2024).
| Gráfica de evolución demográfica de Puebla de Vallbona entre 1842 y 2021 |
| |
| Población de derecho según los censos de población del INE Población de hecho según los censos de población del INEEn 1958 disminuye el término del municipio porque independiza a La Eliana |

Puebla de Vallbona contaba con 150 familias (unos 675 habitantes) a finales del siglo XVI, todos ellos cristianos. La expulsión de los moriscos de los pueblos vecinos en 1609 provocó traslados a las casas y tierras abandonadas (Ribarroja del Turia, Villamarchante y Benaguacil), quedando tan solo 70 familias (unos 315 habitantes) en Puebla de Vallbona en 1646 y 60 (unos 270 habitantes) en 1713. La población comenzó a repuntar de nuevo en el siglo XVIII y sobre todo a lo largo del siglo XIX. El crecimiento más reciente se debe a la inmigración de familias de Valencia, que ocupan parte de los muchos chalets que han sido construidos en su término.

### Barrios y pedanías
En el término municipal de Puebla de Vallbona, además del núcleo urbano se encuentran también los siguientes núcleos de población:
| Puebla de Vallbona | Casablanca        | La Conarda           | Gallipont      | Pla dels Aljubs | Rascaña               |
| ------------------ | ----------------- | -------------------- | -------------- | --------------- | --------------------- |
| Puebla de Vallbona | La Argila         | Barranquet-la Argila | Campo de Turia | Loma Larga I    | Monte Colorado        |
| Cabo de la Huerta  | Casablanca        | Loma del Porret      | Cuatrovientos  | Loma Larga II   | Residencial la Puebla |
|                    | El Cerrao         | Mallaeta             | La Montañeta   | Maquiva I       | Monte Alto            |
|                    | Masía Giménez     | Maravisa I           | Yale           | Maquiva II      | Valentia              |
|                    | Plana de la Cueva | Maravisa II          | Galliponte II  | Les Pedretes    |                       |
|                    | El Pozo           | Las Peñas            | Galliponte I   | Porta-Coeli     |                       |
|                    |                   | Pozo San Lázaro      | San Sebastián  | Los Rincones    |                       |
|                    |                   | La Sima              |                | La Manguilla    |                       |
|                    |                   | Villas La Eliana     |                | Retiro del Pla  |                       |
|                    |                   | San Martín           |                |                 |                       |
|                    |                   | Maravisa             |                |                 |                       |
|                    |                   | Nova Maravisa        |                |                 |                       |
|                    |                   | Jardín de Jaravilla  |                |                 |                       |
|                    |                   | Masía de Tous        |                |                 |                       |
|                    |                   | Vistacalderona       |                |                 |                       |

La evolución demográfica de estos núcleos de población es:
| Núcleo                            | 2000 | 2001 | 2002 | 2003 | 2004 | 2005 | 2006  | 2007  | 2008  | 2009  | 2010  |
| --------------------------------- | ---- | ---- | ---- | ---- | ---- | ---- | ----- | ----- | ----- | ----- | ----- |
| Puebla de Vallbona (casco urbano) | 8280 | 8411 | 8667 | 8996 | 9207 | 9808 | 10016 | 10312 | 10709 | 11002 | 11195 |
| Casablanca                        | 324  | 347  | 377  | 418  | 460  | 576  | 617   | 550   | 578   | 605   | 657   |
| La Conarda                        | 929  | 1130 | 1375 | 1774 | 2083 | 2623 | 3045  | 3459  | 3680  | 4146  | 4403  |
| Gallipont                         | 960  | 981  | 1045 | 1204 | 1316 | 1571 | 1659  | 1622  | 1654  | 1694  | 1731  |
| Pla dels Ajubs                    | 228  | 276  | 313  | 375  | 422  | 522  | 603   | 699   | 754   | 785   | 824   |
| Rascaña                           | 1036 | 1156 | 1291 | 1566 | 1672 | 2014 | 2132  | 2148  | 2165  | 2199  | 2301  |

## Economía

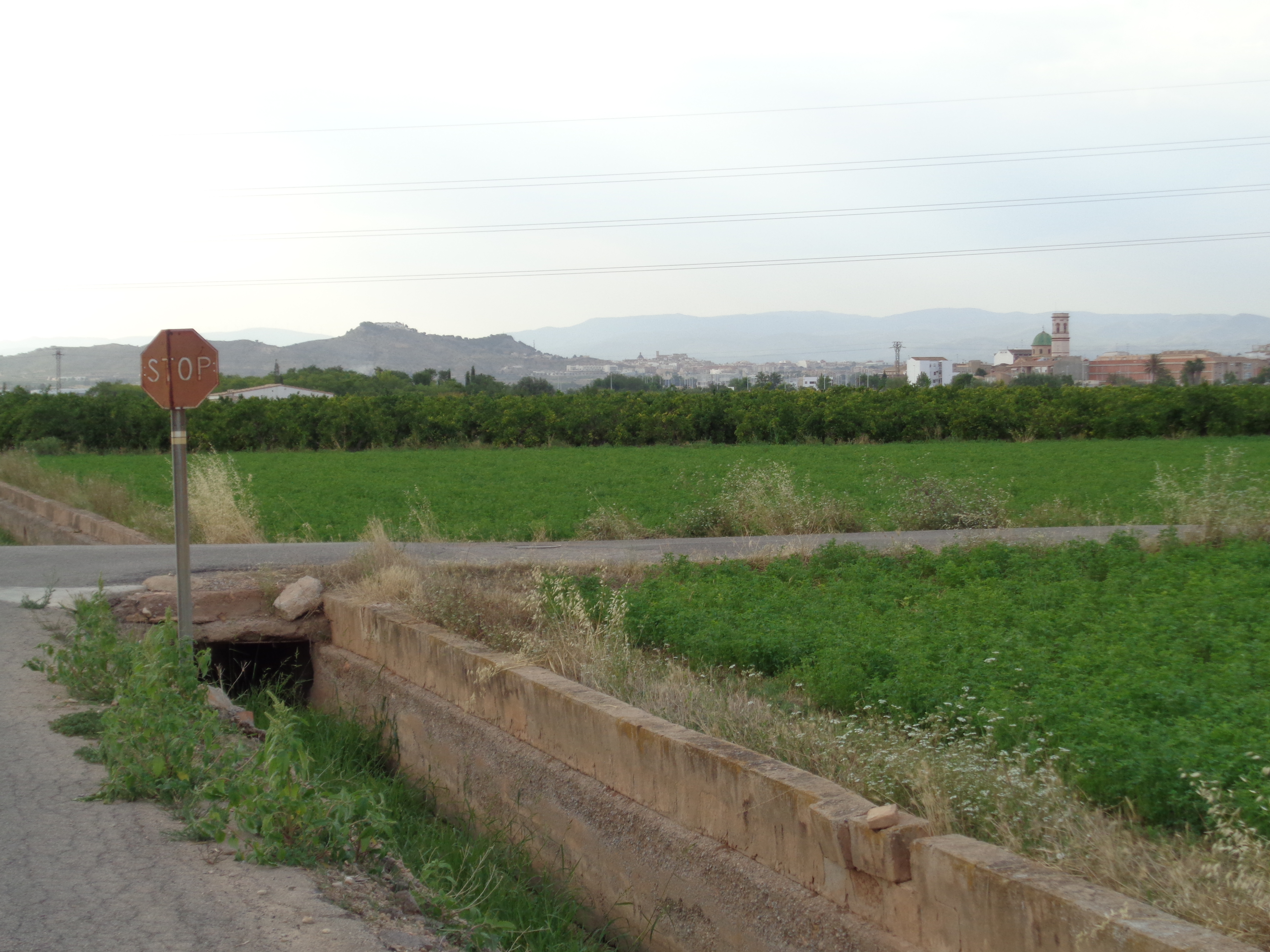
Huerta en las cercanías de Puebla de Vallbona, con la torre de Santiago Apóstol al fondo.

La superficie cultivada ha quedado reducida a la mitad en las tres últimas décadas como consecuencia de la expansión urbana e industrial. El regadío pasó de 1661 hectáreas en 1959 a 1475 en 1997. Los principales cultivos del regadío son los cítricos (972 ha) y las hortalizas, como la cebolla, la alcachofa, etc. (503 ha). La huerta tradicional, al sur del casco urbano, pertenece al sistema de la acequia de Benaguacil, cuya agua reparten las acequias de l’Alguasil, Campés, Primera, Major, Granotera y Gallipont, todas las cuales acaban en La Eliana sobre el barranco de la Mandor, afluente del Turia. El secano ha sufrido una regresión mucho mayor, bajando de 1306 hectáreas a solo 166 en 1997 (algarrobos, olivos y almendros).
La industria en 2009 ocupaba al 28 % de la población activa y estando dominada por la microelectrónica, que absorbe el 70 % del empleo industrial, seguido de los materiales de construcción (13 %) y confección (7 %). El resto de los trabajadores se dedican al sector servicios.. En 2021 las empresas activas por sector son: 142 industria, 271 construcción y 1494 sector servicios 

### Comunicaciones

#### Carretera
Por el término de Puebla de Vallbona cruza la autovía CV-35, que une el municipio con Liria al noroeste y con la ciudad de Valencia al sureste. También atraviesa el término la carretera CV-375 que une Benaguacil con La Eliana.

### Comunicaciones

#### Autobús Interurbano.
La localidad cuenta con dos líneas interurbanas de la marca comercial MetroBús de la Generalidad Valenciana, explotada por la empresa Edetania Bus SA. Las líneas son las siguientes:
- Línea 145: Valencia - Liria
- Línea 245: Valencia - Liria - Gestalgar

#### Autobús Urbano.
La población también cuenta con varias líneas urbanas que dan servicio a toda la localidad, la empresa que explota este servicio es MassaBús. Las líneas son:
- Línea 1: Zona Nord - Zona Est.
- Línea 2: Zona Oest - Zona Sud.

#### Metro
Asimismo, cuenta en su término con una estación de la Línea 2 de MetroValencia: La Pobla de Vallbona.

## Administración y política
Puebla de Vallbona está gobernada por una corporación local formada por concejales elegidos cada cuatro años por sufragio universal que a su vez eligen un alcalde. El censo electoral está compuesto por todos los residentes empadronados en Puebla de Vallbona mayores de 18 años y nacionales de España y de los otros países miembros de la Unión Europea. Según lo dispuesto en la Ley del Régimen Electoral General, que establece el número de concejales elegibles en función de la población del municipio, la corporación municipal de Puebla de Vallbona está formada por 21 concejales. El Ayuntamiento de Puebla de Vallbona está actualmente presidido por Compromís y consta de 5 concejales de este partido, 8 del PP, 3 del PSPV, 2 de Cs y 1 de EVPV-ERPV-AS:AC.
| Periodo   | Nombre                                                                                  | Partido      |
| --------- | --------------------------------------------------------------------------------------- | ------------ |
| 1979-1983 | Benjamin March Civera                                                                   | UCD          |
| 1983-1987 | Vicente Alba Puertes                                                                    | OIV          |
| 1987-1991 | Vicente Alba Puertes                                                                    | AP           |
| 1991-1995 | Vicente Alba Puertes                                                                    | PP           |
| 1995-1999 | Vicente Alba Puertes                                                                    | PP           |
| 1999-2003 | Vicente Alba Puertes                                                                    | PP           |
| 2003-2007 | Vicente Alba Puertes (2003-2004) Moción de Censura Guillermo García Báguena (2004-2007) | PP PSPV-PSOE |
| 2007-2011 | Mari Carmen Contelles Llopis                                                            | PP           |
| 2011-2015 | Mari Carmen Contelles Llopis                                                            | PP           |
| 2015-2019 | Josep Vicent García Tamarit                                                             | Compromís    |
| 2019-2023 | Josep Vicent García Tamarit                                                             | Compromís    |
| 2023-act. | Abel Martí Cervera                                                                      | PP           |

## Patrimonio

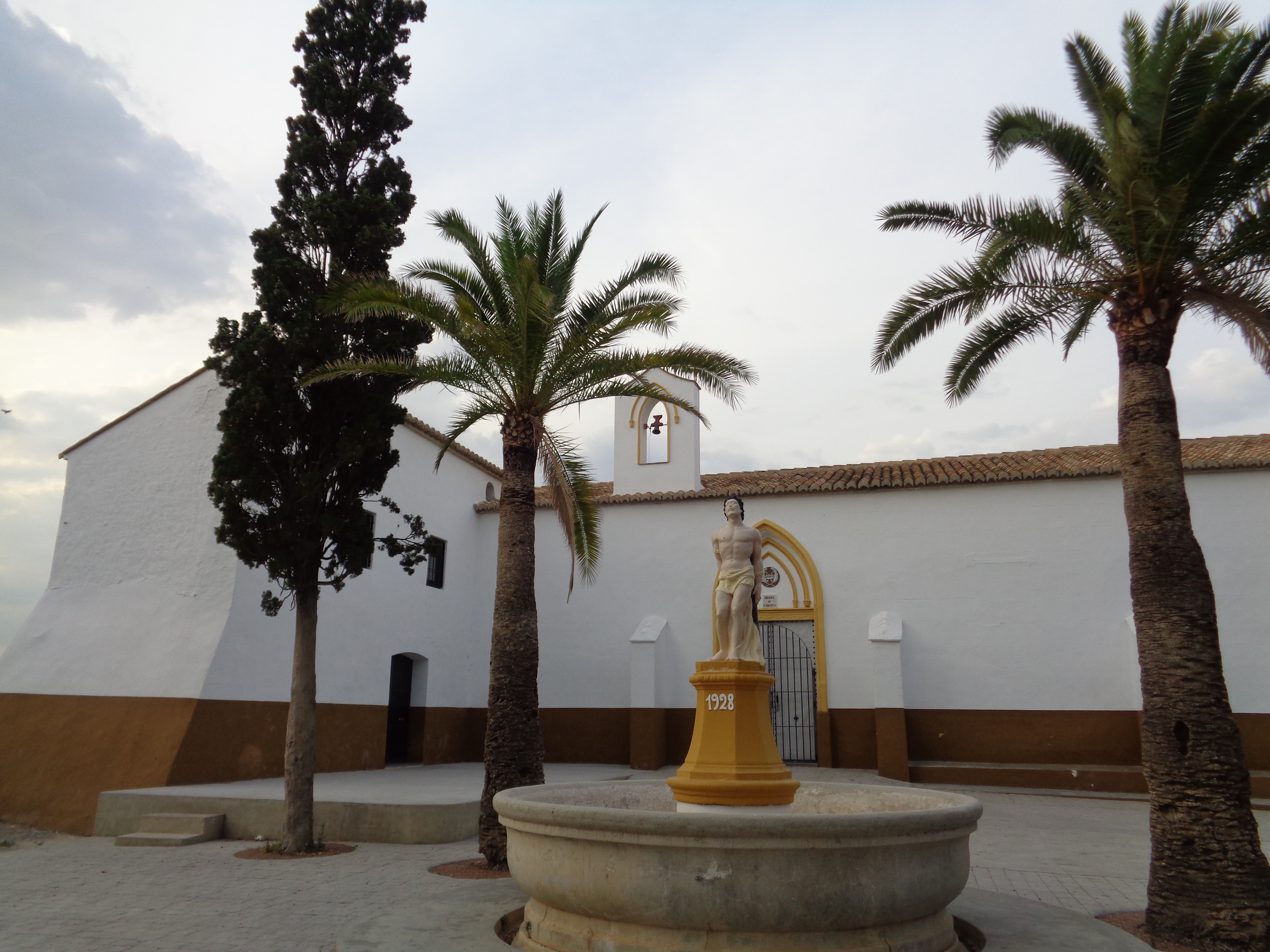
Ermita de San Sebastián, con la figura del santo en primer plano.

### Patrimonio arquitectónico
- Ermita de San Sebastián: la actual ermita de San Sebastián se encuentra situada junto al Calvario de Puebla de Vallbona y cuenta con un púlpito gótico.[5] El edificio domina una plaza con una fuente que presenta la figura del San Sebastián en el centro. Está declarada bien de relevancia local.[17]
- Ermita Mas de Tous: dedicada al Sagrado Corazón de Jesús, es de planta rectangular y piso de baldosas. Zócalo de azulejos, bóveda de cañón, y una pareja de esbeltas columnitas exentas, con capiteles corintios y dorados sostiene el cornisamiento y, sobre él, el arco fajón con el intradós decorado. La fachada es de mampostería con juntas en las piedras bien recortadas. Está declarada bien de relevancia local.[18]
- Iglesia de Santiago Apóstol: edificio de estilo gótico que presenta diversas épocas de construcción: siglo XV y XVII.[5] Está decorada con pinturas al fresco. Más avanzado el tiempo se incorporaron elementos de estilo neoclásico-corintio. Está declarada bien de relevancia local.[19]
- Iglesia de la Santísima Trinidad y San José: inaugurada el 24 de marzo de 1957,[5] el edificio se construyó por promoción del sacerdote Joaquín Barberá Barberá usando mano de obra local. Está declarada bien de relevancia local.[20]
- La Casa Bernal: edificio histórico, resultado de distintas reformas de adaptación. Se trataría en origen de una villa romana, después una alquería árabe, una masía cristiana, una casa señorial y, finalmente, un caserón urbano. La primera información relativa a una posible construcción en dicho lugar parece remontarse a la época romana, debido al hecho de que por este punto pasaba el camino original desde Edeta a Cabrassia y Dianium.[21] Está declarada bien de relevancia local.[22]
- La Casa Gran: la Casa Gran (en español Casa Grande) es un edificio propiedad del Ayuntamiento que fue rehabilitado a través de distintas subvenciones y proyectos formativos como Escuelas Taller y Talleres de ocupación, con el objetivo de constituir un Museo Etnológico.[23]
- Cachirulos: así se denominan tradicionalmente los refugios construidos por pastores para resguardarse de las inclemencias del tiempo. Su origen data aproximadamente del siglo XVI.[cita requerida]

### Patrimonio arqueológico
En el término de Puebla de Vallbona se han encontrado vestigios arqueológicos, sobre todo de época romana. En la actualidad existen cinco espacios arqueológicos protegidos en el municipio:
- Espacio de Protección Arqueológica de la Casa de Peones Camineros: restos de una villa romana,[5] declarados bien de relevancia local.[24]
- Espacio de Protección Arqueológica de la plaza de los Mártires: restos de una cisterna romana, declarados bien de relevancia local.[25]
- Espacio de Protección Arqueológica del Camp del Castellet: restos de una villa romana,[5] declarados bien de relevancia local.[26]
- Espacio de Protección Arqueológica La Casa Blanca: está declarado bien de relevancia local.[27]
- Tramo de acueducto romano: proveniente de Benaguacil, atraviesa el término de Puebla de Vallbona sin que esté claro si se dirige hacia la zona de Bétera o la de Paterna.[cita requerida] Está declarado bien de relevancia local.[28]

## Urbanismo

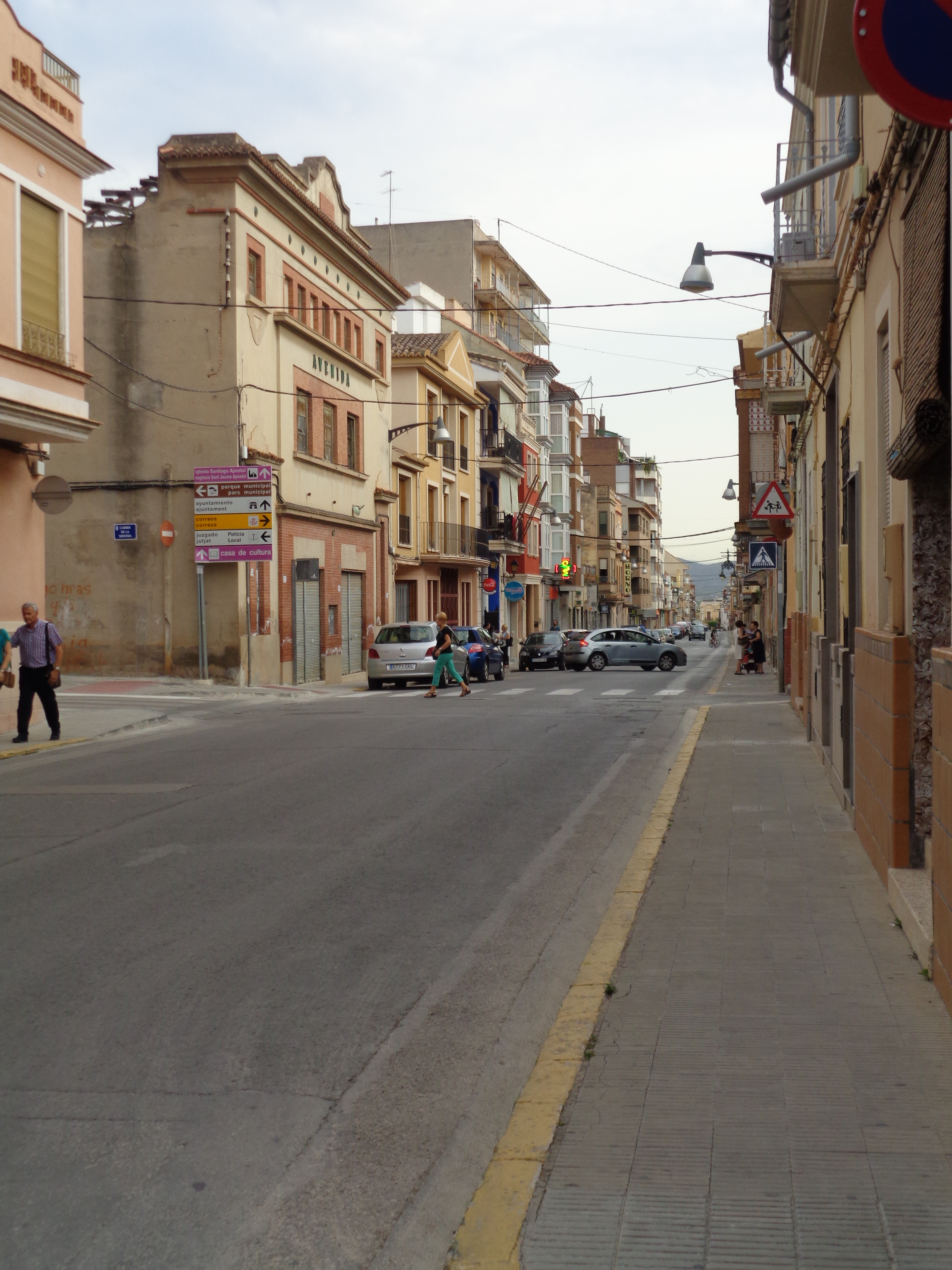
Avenida de Colón, eje que tradicionalmente vincula el núcleo original con el barrio de las Ventas.

El casco urbano está constituido por dos sectores tradicionalmente bien diferenciados. Al sur se sitúa el núcleo original: una villa planificada con plano ortogonal (de 1382) levantada en el camino de Benaguacil a La Eliana, donde se ubica la iglesia de San Jaime. Al norte se sitúa el barrio de las Ventas (antiguamente conocido como «Ventas del Moro»), en el antiguo camino de Liria a Valencia (actual calle del Poeta Llorente). Uniendo ambos núcleos se fue desarrollando el eje de la actual avenida de Colón, si bien desde principios del siglo XX ambos cascos se encuentran totalmente fusionados.
En el oeste se puede encontrar el barrio de San José (conocido como el bario)

## Cultura

### Museos
- Museo La Casa Gran: Colección de carácter etnográfico presentada en una vivienda tradicional que dispone de las dependencias propias de las actividades tradicionales desarrolladas en Puebla de Vallbona: almácera, lagar, bodega, tienda de vinos, establos, la vivienda en sí, etc.[23][29]

### Fiestas
- San Sebastián (fiestas patronales): durante los días 20 y 21 de enero se celebran las fiestas patronales en su honor. El primer día de las fiestas, se realiza el traslado del santo a la ermita mediante una romería precedida de un carruaje lleno de murta, seguido por la banda de cornetas y tambores que encabeza a la comitiva y a las autoridades civiles, militares y eclesiásticas. Una vez en la ermita, se celebra una misa solemne y cuando finaliza, se traslada de nuevo el santo a su parroquia, acompañado de pequeñas mascletaes. Al anochecer se realiza, durante los dos días, una procesión por las calles de la población y al finalizar tiene lugar el castillo de fuegos artificiales.[cita requerida]
- Virgen del Rosario (fiestas patronales): se celebra los días 6 y 7 de octubre. Las fiestas comienzan con el traslado tradicional de la virgen desde la ermita de la Virgen de la Abundancia hasta la parroquia de la Santísima Trinidad la noche anterior a la festividad. Durante los dos días festivos, tienen lugar pasacalles y procesiones a las que asisten las reinas de las fiestas y las cortes de honor acompañadas de la Virgen del Rosario y de la Santísima Trinidad.[cita requerida]
- San Antonio Abad: se celebra el 17 de enero con la tradicional bendición de los animales. Se pasea por la calle de San Antonio a los animales y se les lleva a los pies del santo, donde un cura los bendice. Celebración de la fiesta con despertà, pasacalle, misa, tracas, paellas, cucañas, procesión y castillo de fuegos artificiales.
- Fallas: se celebran del 12 al 19 de marzo. Las siete comisiones falleras del pueblo (Trinquet, Hort, Sant Jaume, Josep Antoni, Mercat, Cervantes y Mas de Tous) levantan sus monumentos falleros en las calles del municipio hasta el día de San José que son pasto de las llamas.[cita requerida] Las fallas culminan con la cremá.
- San José Obrero: se celebra el día 1 de mayo en el barrio San José.[cita requerida]

### Eventos culturales
- Semana cultural: se celebra del 1 al 15 de agosto; se organizan actividades de carácter cultural, exposiciones de carácter diverso, teatro, mercados medievales, talleres, cursos, conferencias, etc.

## Deportes
Tradicionalmente se ha jugado trinquete en Puebla de Vallbona y la localidad cuenta con un trinquete remodelado y bastante activo.

### Entidades deportivas
- Atlético Vallbonense: el principal club de fútbol de la localidad, en regional preferente.[cita requerida]